# Nikola Mektić
Nikola Mektić (* 24. prosince 1988 Záhřeb) je chorvatský profesionální tenista specializující se na čtyřhru. Během podzimu 2021 byl světovou jedničkou ve čtyřhře, kterou se stal jako padesátý pátý v pořadí a druhou tenisovou jedničkou z Chorvatska. Na vrcholu strávil tři týdny.
Ve své dosavadní kariéře na okruhu ATP Tour vyhrál třicet jedna deblových turnajů včetně grandslamového Wimbledonu 2021 a deseti Mastersů. Jako první Chorvat ovládl Turnaj mistrů, když s Koolhofem triumfoval ve čtyřhře ATP Finals 2020. Na challengerech ATP a okruhu ITF získal patnáct titulů ve dvouhře a patnáct ve čtyřhře. S Češkou Barborou Krejčíkovou triumfoval ve smíšené soutěži Australian Open 2020.
Na žebříčku ATP byl ve dvouhře nejvýše klasifikován v květnu 2013 na 213. místě a ve čtyřhře pak v říjnu 2021 na 1. místě. Trénuje ho Goran Orešić.
V chorvatském daviscupovém týmu debutoval v roce 2011 baráží světové skupiny proti Jihoafrické republice, v níž za rozhodnutého stavu vyhrál závěrečnou dvouhru s Ravenem Klaasenem. Chorvaté zvítězili 4:1 na zápasy. V roce 2018 se stal členem chorvatského vítězného družstva, když s Dodigem vyhrál čtvrtfinálovou čtyřhřu proti Kazachům. Do září 2024 v soutěži nastoupil ke patnácti mezistátním utkáním s bilancí 1–2 ve dvouhře a 9–4 ve čtyřhře.

## Tenisová kariéra
V rámci hlavních soutěží singlových událostí okruhu ITF debutoval v únoru 2005, když na turnaji v rodném Záhřebu postoupil z kvalifikace. V úvodním kole pak podlehl Slováku Janu Stančíkovi. Premiérový titul na challengerech si odvezl ze čtyřhry lublaňského turnaje, kde v září 2010 s Ivanem Zovkem přehráli ve finále pár Marin Draganja a Dino Marcan.
Ve dvouhře okruhu ATP Tour debutoval na únorovém PBZ Zagreb Indoors 2009, kam obdržel od organizátorů divokou kartu. V prvním kole dvouhry však nestačil na Jana Hernycha. V rámci série ATP Masters odehrál první utkání v mužské čtyřhře Indian Wells Masters 2017, které po boku Marina Čiliće prohráli. Na navazujícím Miami Masters 2017 již prošli do čtvrtfinále, v němž je vyřadil bratrský pár Bob a Mike Bryanovi.
Do premiérového finále na okruhu ATP Tour postoupil v mužské čtyřhře Croatia Open Umag 2016 po boku krajana Antonia Šančiće, aby je v závěrečném duelu přehrál pár Martin Kližan a David Marrero. Premiérový kariérní titul z této úrovně tenisu vybojoval na únorovém Memphis Open 2017, kde ve finále čtyřhry s Američanem Brianem Bakerem zdolali dvojici Ryan Harrison a Steve Johnson. Druhou deblovou trofej přidal z debutového ročníku Gazprom Hungarian Open 2017 probíhajícího v Budapešti, na němž opět s Bakerem zvládli rozhodující utkání proti Kolumbijcům Juanu Sebastiánu Cabalovi a Robertu Farahovi.
Debut v hlavní soutěži nejvyšší grandslamové kategorie zaznamenal v mužském deblu Wimbledonu 2016, v němž odešli poraženi v úvodní fázi s krajanem Marinem Draganjou od šesté nasazené indicko-rumunské dvojice Rohan Bopanna a Florin Mergea. Singlovou grandslamovou kvalifikaci si poprvé zahrál již na Australian Open 2010, z níž odešel poražen v prvním zápase po prohře od Jihoafričana Izaka van der Merweho.
Do prvního grandslamového finále postoupil s Polkou Alicjí Rosolskou v mixu US Open 2018. V boji o titul nestačili na americko-britský pár Bethanie Matteková-Sandsová a Jamie Murray nejtěsnějším dvoubodovým rozdílem míčů v rozhodujícím supertiebreaku. S Češkou Barborou Krejčíkovou pak ovládl smíšenou soutěž Australian Open 2020, když oplatil stejnému páru předchozí finálovou prohru.

## Finále na Grand Slamu

### Mužská čtyřhra: 3 (1–2)
| Stav      | rok  | turnaj    | povrch | spoluhráč      | soupeři ve finále                  | výsledek                                |
| --------- | ---- | --------- | ------ | -------------- | ---------------------------------- | --------------------------------------- |
| Finalista | 2020 | US Open   | tvrdý  | Wesley Koolhof | Mate Pavić Bruno Soares            | 5–7, 3–6                                |
| Vítěz     | 2021 | Wimbledon | tráva  | Mate Pavić     | Marcel Granollers Horacio Zeballos | 6–4, 7–6(7–5), 2–6, 7–5                 |
| Finalista | 2022 | Wimbledon | tráva  | Mate Pavić     | Matthew Ebden Max Purcell          | 6–7(5–7), 7–6(7–3), 6–4, 4–6, 6–7(2–10) |

### Smíšená čtyřhra: 2 (1–1)
| Stav      | rok  | turnaj          | povrch | spoluhráč          | soupeři ve finále                        | výsledek         |
| --------- | ---- | --------------- | ------ | ------------------ | ---------------------------------------- | ---------------- |
| Finalista | 2018 | US Open         | tvrdý  | Alicja Rosolská    | Bethanie Matteková-Sandsová Jamie Murray | 6–2, 3–6, [9–11] |
| Vítěz     | 2020 | Australian Open | tvrdý  | Barbora Krejčíková | Bethanie Matteková-Sandsová Jamie Murray | 5–7, 6–4, [10–1] |

## Finále na Turnaji mistrů

### Čtyřhra: 2 (1–1)
| Stav      | rok  | turnaj                     | povrch    | spoluhráč      | soupeři ve finále                    | výsledek finále  |
| --------- | ---- | -------------------------- | --------- | -------------- | ------------------------------------ | ---------------- |
| Vítěz     | 2020 | Londýn, Spojené království | tvrdý (h) | Wesley Koolhof | Jürgen Melzer Édouard Roger-Vasselin | 6–2, 3–6, [10–5] |
| Finalista | 2022 | Turín, Itálie              | tvrdý (h) | Mate Pavić     | Rajeev Ram Joe Salisbury             | 6–7(4–7), 4–6    |

## Utkání o olympijské medaile

### Mužská čtyřhra: 1 (1 zlato)
| Stav  | rok  | místo konání    | povrch | spoluhráč  | soupeři                | výsledek         |
| ----- | ---- | --------------- | ------ | ---------- | ---------------------- | ---------------- |
| Zlato | 2020 | Tokio, Japonsko | tvrdý  | Mate Pavić | Marin Čilić Ivan Dodig | 6–4, 3–6, [10–7] |

## Finále na okruhu ATP Tour

### Čtyřhra: 49 (31–18)
| Legenda                      |
| ---------------------------- |
| Grand Slam (1–2)             |
| Olympijské hry (1–0)         |
| Turnaj mistrů (1–1)          |
| ATP Tour Masters 1000 (10–2) |
| ATP Tour 500 (4–5)           |
| ATP Tour 250 (14–8)          |

| Stav      | č.  | datum              | turnaj                                   | kategorie      | povrch    | spoluhráč        | soupeři ve finále                     | výsledek                                |
| --------- | --- | ------------------ | ---------------------------------------- | -------------- | --------- | ---------------- | ------------------------------------- | --------------------------------------- |
| Finalista | 1.  | 23. července 2016  | Umag, Chorvatsko                         | ATP 250        | antuka    | Antonio Šančić   | Martin Kližan David Marrero           | 4–6, 2–6                                |
| Vítěz     | 1.  | 19. února 2017     | Memphis, Spojené státy                   | ATP 250        | tvrdý (h) | Brian Baker      | Ryan Harrison Steve Johnson           | 6–3, 6–4                                |
| Vítěz     | 2.  | 30. dubna 2017     | Budapešť, Maďarsko                       | ATP 250        | antuka    | Brian Baker      | Juan Sebastián Cabal Robert Farah     | 7–6(7–2), 6–4                           |
| Finalista | 2.  | 1. října 2017      | Šen-čen, Čína                            | ATP 250        | tvrdý     | Nicholas Monroe  | Alexander Peya Rajeev Ram             | 3–6, 2–6                                |
| Finalista | 3.  | 11. února 2018     | Sofie, Bulharsko                         | ATP 250        | tvrdý (h) | Alexander Peya   | Robin Haase Matwé Middelkoop          | 7–5, 4–6, [4–10]                        |
| Finalista | 4.  | 25. února 2018     | Rio de Janeiro, Brazílie                 | ATP 500        | antuka    | Alexander Peya   | David Marrero Fernando Verdasco       | 7–5, 5–7, [8–10]                        |
| Vítěz     | 3.  | 14. dubna 2018     | Marrákeš, Maroko                         | ATP 250        | antuka    | Alexander Peya   | Benoît Paire Édouard Roger-Vasselin   | 7–5, 3–6, [10–7]                        |
| Finalista | 5.  | 6. května 2018     | Mnichov, Německo                         | ATP 250        | antuka    | Alexander Peya   | Ivan Dodig Rajeev Ram                 | 3–6, 5–7                                |
| Vítěz     | 4.  | 13. května 2018    | Madrid, Španělsko                        | Masters 1000   | antuka    | Alexander Peya   | Bob Bryan Mike Bryan                  | 5–3skreč                                |
| Vítěz     | 5.  | 10. února 2019     | Sofie, Bulharsko                         | ATP 250        | tvrdý (h) | Jürgen Melzer    | Sie Čcheng-pcheng Christopher Rungkat | 6–2, 4–6, [10–2]                        |
| Vítěz     | 6.  | 16. března 2019    | Indian Wells, Spojené státy              | Masters 1000   | tvrdý     | Horacio Zeballos | Łukasz Kubot Marcelo Melo             | 4–6, 6–4, [10–3]                        |
| Vítěz     | 7.  | 21. dubna 2019     | Monte-Carlo, Monako                      | Masters 1000   | antuka    | Franko Škugor    | Robin Haase Wesley Koolhof            | 6–7(3–7), 7–6(7–3), [11–9]              |
| Finalista | 6.  | 6. října 2019      | Tokio, Japonsko                          | ATP 500        | tvrdý     | Franko Škugor    | Nicolas Mahut Édouard Roger-Vasselin  | 6–7(7–9), 4–6                           |
| Finalista | 7.  | 23. února 2020     | Marseille, Francie                       | ATP 250        | tvrdý (h) | Wesley Koolhof   | Nicolas Mahut Vasek Pospisil          | 3–6, 4–6                                |
| Finalista | 8.  | 10. září 2020      | US Open, New York, Spojené státy         | Grand Slam     | tvrdý     | Wesley Koolhof   | Mate Pavić Bruno Soares               | 5–7, 3–6                                |
| Vítěz     | 8.  | 22. listopadu 2020 | Londýn, Spojené království               | Turnaj mistrů  | tvrdý (h) | Wesley Koolhof   | Jürgen Melzer Édouard Roger-Vasselin  | 6–2, 3–6, [10–5]                        |
| Vítěz     | 9.  | 12. ledna 2021     | Antalya, Turecko                         | ATP 250        | tvrdý     | Mate Pavić       | Ivan Dodig Filip Polášek              | 6–2, 6–4                                |
| Vítěz     | 10. | 7. února 2021      | Melbourne, Austrálie                     | ATP 250        | tvrdý     | Mate Pavić       | Jérémy Chardy Fabrice Martin          | 7–6(7–2), 6–3                           |
| Vítěz     | 11. | 7. března 2021     | Rotterdam, Nizozemsko                    | ATP 500        | tvrdý (h) | Mate Pavić       | Kevin Krawietz Horia Tecău            | 7–6(9–7), 6–2                           |
| Finalista | 9.  | 20. března 2021    | Dubaj, Spojené arabské emiráty           | ATP 500        | tvrdý     | Mate Pavić       | Juan Sebastián Cabal Robert Farah     | 6–7(0–7), 6–7(4–7)                      |
| Vítěz     | 12. | 3. dubna 2021      | Miami, Spojené státy                     | Masters 1000   | tvrdý     | Mate Pavić       | Daniel Evans Neal Skupski             | 6–4, 6–4                                |
| Vítěz     | 13. | 18. dubna 2021     | Monte Carlo, Monako (2)                  | Masters 1000   | antuka    | Mate Pavić       | Daniel Evans Neal Skupski             | 6–3, 4–6, [10–7]                        |
| Finalista | 10. | 9. května 2021     | Madrid, Španělsko                        | Masters 1000   | antuka    | Mate Pavić       | Marcel Granollers Horacio Zeballos    | 6–1, 3–6, [8–10]                        |
| Vítěz     | 14. | 16. května 2021    | Řím, Itálie                              | Masters 1000   | antuka    | Mate Pavić       | Rajeev Ram Joe Salisbury              | 6–4, 7–6(7–4)                           |
| Vítěz     | 15. | 25. června 2021    | Eastbourne, Spojené království           | ATP 250        | tráva     | Mate Pavić       | Rajeev Ram Joe Salisbury              | 6–4, 6–3                                |
| Vítěz     | 16. | 10. července 2021  | Wimbledon, Londýn, Spojené království    | Grand Slam     | tráva     | Mate Pavić       | Marcel Granollers Horacio Zeballos    | 6–4, 7–6(7–5), 2–6, 7–5                 |
| Vítěz     | 17. | 30. července 2021  | Tokio, Japonsko                          | Olympijské hry | tvrdý     | Mate Pavić       | Marin Čilić Ivan Dodig                | 6–4, 3–6, [10–7]                        |
| Finalista | 11. | 15. srpna 2021     | Toronto, Kanada                          | Masters 1000   | tvrdý     | Mate Pavić       | Rajeev Ram Joe Salisbury              | 3–6, 6–4, [3–10]                        |
| Finalista | 12. | 26. února 2022     | Dubaj, Spojené arabské emiráty           | ATP 250        | tvrdý     | Mate Pavić       | Tim Pütz Michael Venus                | 3–6, 7–6(7–5), [14–16]                  |
| Finalista | 13. | 24. dubna 2022     | Bělehrad, Srbsko                         | ATP 250        | antuka    | Mate Pavić       | Ariel Behar Gonzalo Escobar           | 6–2, 3–6, [10–7]                        |
| Vítěz     | 18. | 15. května 2022    | Řím, Itálie (2)                          | Masters 1000   | antuka    | Mate Pavić       | John Isner Diego Schwartzman          | 6–2, 6–7(6–8), [12–10]                  |
| Vítěz     | 19. | 21. května 2022    | Ženeva, Švýcarsko                        | ATP 250        | antuka    | Mate Pavić       | Pablo Andújar Matwé Middelkoop        | 2–6, 6–2, [10–3]                        |
| Vítěz     | 20. | 19. června 2022    | Queen's Club, Londýn, Spojené království | ATP 500        | tráva     | Mate Pavić       | Lloyd Glasspool Harri Heliövaara      | 3–6, 7–6(7–3), [10–6]                   |
| Vítěz     | 21. | 24. června 2022    | Eastbourne, Spojené království (2)       | ATP 250        | tráva     | Mate Pavić       | Matwé Middelkoop Luke Saville         | 6–4, 6–2                                |
| Finalista | 14. | 19. července 2022  | Wimbledon, Londýn, Spojené království    | Grand Slam     | tráva     | Mate Pavić       | Matthew Ebden Max Purcell             | 6–7(5–7), 7–6(7–3), 6–4, 4–6, 6–7(2–10) |
| Vítěz     | 22. | 9. října 2022      | Astana, Kazachstán                       | ATP 500        | tvrdý (h) | Mate Pavić       | Adrian Mannarino Fabrice Martin       | 6–4, 6–2                                |
| Finalista | 15. | 20. listopadu 2022 | Turín, Itálie                            | Turnaj mistrů  | tvrdý (h) | Mate Pavić       | Rajeev Ram Joe Salisbury              | 6–7(4–7), 4–6                           |
| Vítěz     | 23. | 14. ledna 2023     | Auckland, Nový Zéland                    | ATP 250        | tvrdý     | Mate Pavić       | Nathaniel Lammons Jackson Withrow     | 6–4, 6–7(5–7), [10–6]                   |
| Vítěz     | 24. | 18. června 2023    | Stuttgart, Německo                       | ATP 250        | tráva     | Mate Pavić       | Kevin Krawietz Tim Pütz               | 7–6(7–2), 6–3                           |
| Vítěz     | 25. | 30. června 2023    | Eastbourne, Spojené království (3)       | ATP 250        | tráva     | Mate Pavić       | Ivan Dodig Austin Krajicek            | 6–4, 6–2                                |
| Finalista | 16. | listopad 2023      | Sofie, Bulharsko                         | ATP 250        | tvrdý (h) | Julian Cash      | Gonzalo Escobar Oleksandr Nedověsov   | 3–6, 6–3, [11–13]                       |
| Vítěz     | 26. | leden 2024         | Auckland, Nový Zéland (2)                | ATP 250        | tvrdý     | Wesley Koolhof   | Marcel Granollers Horacio Zeballos    | 6–3, 6–7(5–7), [10–7]                   |
| Vítěz     | 27. | únor 2024          | Rotterdam, Nizozemsko (2)                | ATP 500        | tvrdý (h) | Wesley Koolhof   | Robin Haase Botic van de Zandschulp   | 6–3, 7–5                                |
| Vítěz     | 28. | 15. března 2024    | Indian Wells, Spojené státy (2)          | Masters 1000   | tvrdý     | Wesley Koolhof   | Marcel Granollers Horacio Zeballos    | 7–6(7–2), 7–6(7–4)                      |
| Finalista | 17. | červen 2024        | 's-Hertogenbosch, Nizozemsko             | ATP 250        | tráva     | Wesley Koolhof   | Nathaniel Lammons Jackson Withrow     | 6–7(5–7), 6–7(3–7)                      |
| Vítěz     | 29. | říjen 2024         | Šanghaj, Čína                            | Masters 1000   | tvrdý     | Wesley Koolhof   | Máximo González Andrés Molteni        | 6–4, 6–4                                |
| Finalista | 18. | říjen 2024         | Basilej, Švýcarsko                       | ATP 500        | tvrdý (h) | Wesley Koolhof   | Jamie Murray John Peers               | 3–6, 5–7                                |
| Vítěz     | 30. | listopad 2024      | Paříž, Francie                           | Masters 1000   | tvrdý (h) | Nikola Mektić    | Lloyd Glasspool Adam Pavlásek         | 3–6, 6–3, [10–5]                        |
| Vítěz     | 31. | leden 2025         | Auckland, Nový Zéland (3)                | ATP 250        | tvrdý     | Michael Venus    | Christian Harrison Rajeev Ram         | bez boje                                |

## Tituly na challengerech ATP a okruhu ITF
| Legenda                |
| ---------------------- |
| Challengery (0 D; 9 Č) |
| ITF (15 D; 6 Č)        |

### Dvouhra (15 titulů)
| č.  | datum             | turnaj                        | povrch  | soupeř ve finále  | výsledek      |
| --- | ----------------- | ----------------------------- | ------- | ----------------- | ------------- |
| 1.  | 25. května 2008   | Brčko, Bosna a Hercegovina    | antuka  | Dennis Bloemke    | 6–2, 6–3      |
| 2.  | 10. května 2009   | Doboj, Bosna a Hercegovina    | antuka  | Ivan Bjelica      | 7–6, 4–6, 6–3 |
| 3.  | 31. května 2009   | Brčko, Bosna a Hercegovina    | antuka  | Aleksander Slović | 7–6, 7–5      |
| 4.  | 23. srpna 2009    | Vinkovci, Chorvatsko          | antuka  | Ismar Gorčić      | 7–6, 7–6      |
| 5.  | 30. srpna 2009    | Čakovec, Chorvatsko           | antuka  | Attila Balázs     | 6–3, 7–5      |
| 6.  | 6. září 2009      | Osijek, Chorvatsko            | antuka  | Aldin Šetkić      | 2–6, 6–4, 6–2 |
| 7.  | 6. června 2010    | Rogaška Slatina, Slovinsko    | antuka  | Denys Molčanov    | 6–3, 4–2skreč |
| 8.  | 18. července 2010 | Fano, Itálie                  | antuka  | Stefano Ianni     | 6–2, 6–0      |
| 9.  | 27. února 2011    | Záhřeb, Chorvatsko            | antuka  | Michael Lammer    | 7–6skreč      |
| 10. | 27. května 2012   | Prijedor, Bosna a Hercegovina | antuka  | Marin Bradarić    | 5–7, 7–5, 6–0 |
| 11. | 3. června 2012    | Bled, Slovinsko               | antuka  | Marcel Zimmermann | 1–6, 6–2, 6–4 |
| 12. | 29. září 2013     | Sokobanja, Srbsko             | antuka  | Marc Rath         | 6–6, 5–2skreč |
| 13. | 13. října 2013    | Solin, Chorvatsko             | antuka  | Mate Delić        | 7–6, 7–6      |
| 14. | 2. března 2014    | Trento, Itálie                | koberec | Roman Jebavý      | 6–3, 5–7, 6–1 |
| 15. | 26. října 2014    | Jablonec nad Nisou, Česko     | koberec | Jan Hernych       | 6–4, 6–4      |